# Archiearinae
Sous-famille
Les Archiearinae sont une sous-famille de lépidoptères (papillons) de la famille des Geometridae.
Le nom « Archiearinae » a remplacé « Brephinae » car il était fondé sur le genre Brephos Ochsenheimer, 1816 qui était préoccupé par Brephos Hübner, 1813,.

## Liste desgenres
Selon Niels P. Kristensen
- genre Archiearis Hübner, 1823
- genre Leucobrephos Grote, 1874
- genre Archiearides Fletcher, 1953
- genre Lachnocephala Fletcher, 1953
- genre Dirce Prout, 1910
- genre Acalyphes Turner 1926

## Principales espèces
- du genre Archiearis :
  - Archiearis parthenias L., 1761 - l'Intruse
  - Archiearis notha Hübner, 1823 - l'Illégitime